# Turning Stone Casino Classic XXIV
Das Turning Stone Casino Classic XXIV war ein Poolbillardturnier in der Disziplin 9-Ball. Es fand vom 20. bis 23. August 2015 im Turning Stone Casino in Verona im Oneida County in New York statt und war Teil der Joss Northeast Tour.
Titelverteidiger Jayson Shaw gewann das Turnier durch einen 13:10-Sieg im Finale gegen Mike Dechaine.

## Modus
Das Turnier wurde im Doppel-K.-o.-System ausgespielt. Das Ausspielziel waren neun Partien in der Vorrunde und 13 Partien im Finale.

## Preisgeld
| Platzierung   | Preisgeld   |
| ------------- | ----------- |
| Sieger        | 8.000 US-$  |
| Finalist      | 5.000 US-$  |
| 3. Platz      | 3.600 US-$  |
| 4. Platz      | 2.600 US-$  |
| 5.–6. Platz   | 2.000 US-$  |
| 7.–8. Platz   | 1.600 US-$  |
| 9.–12. Platz  | 1.200 US-$  |
| 13.–16. Platz | 850 US-$    |
| 17.–24. Platz | 550 US-$    |
| 25.–32. Platz | 300 US-$    |
| Gesamt        | 41.000 US-$ |

## Rangliste
Im Folgenden ist die Rangliste 32 bestplatzierten Spieler angegeben.
| Platz | Spieler           |
| ----- | ----------------- |
| 1     | Jayson Shaw       |
| 2     | Mike Dechaine     |
| 3     | Shane van Boening |
| 4     | Tom D’Alfonso     |
| 5     | Roberto Gomez     |
| 5     | Justin Hall       |
| 7     | Corey Deuel       |
| 7     | Brandon Shuff     |
| 9     | Dennis Orcollo    |
| 9     | Darren Appleton   |
| 9     | Thorsten Hohmann  |
| 9     | Johnny Archer     |
| 13    | Shaun Wilkie      |
| 13    | Sylvain Grenier   |
| 13    | Skyler Woodward   |
| 13    | Óscar Domínguez   |

| Platz | Spieler         |
| ----- | --------------- |
| 17    | Luc Salvas      |
| 17    | Richard Young   |
| 17    | Mario Morra     |
| 17    | Justin Bergman  |
| 17    | Dennis Hatch    |
| 17    | Dave Fernandez  |
| 17    | Dan Louie       |
| 17    | Mika Immonen    |
| 25    | Alain Parent    |
| 25    | Ron Casanzio    |
| 25    | Joe Dupuis      |
| 25    | Jorge Rodríguez |
| 25    | Danny Hewitt    |
| 25    | Rob Hart        |
| 25    | Scott Frost     |
| 25    | Sean Morgan     |